# 南关街道 (大同市)
南关街道是中华人民共和国山西省大同市城区下辖的一个街道办事处，位于大同市城区南部。曾称为工农路街道，于1975年改为今名。2021年3月，撒销南关街道。原南关街道的兴国寺、柳航里、永泰、光熙苑、平康里、凯德世家、永昌里、府南街、西后场、御河南路、锦祥、东后场、友谊街、红旗里14个社区居委会为永泰街道的行政区域。

## 行政區劃
南关街道下辖13個社區居委會：
福康里社区、小西门社区、新胜里社区、平康里社区、兴国寺社区、西后场社区、东后场社区、友谊社区、御河南路社区、永昌里社区、府南街社区、永泰社区和柳航里社区。